# Кущ Микола
Микола Кущ (1 квітня 1962, Запоріжжя) — український шахіст, міжнародний майстер.

## Біографія
Закінчив шахову спеціалізацію Львівського інституту фізкультури (випуск 1983 року).
Багаторазовий учасник чемпіонатів України. Найкращий результат — поділ 5–6 місць у 2002 році.
Одружений з українською шахісткою, призеркою чемпіонатів України Іриною Сон.

## Турнірні результати

### Чемпіонати України
Микола Кущ зіграв у десяти фінальних турнірах чемпіонатів України, набравши загалом 53½ зі 102 можливих очок (+32-27=43).
| Рік  | Місто           | Турнір                 | + | − | = | Результат | Місце |
| ---- | --------------- | ---------------------- | - | - | - | --------- | ----- |
| 1983 | Мелітополь      | 52-й чемпіонат України | 2 | 1 | 6 | 5 з 9     | 15—22 |
| 1990 | Сімферополь     | 59-й чемпіонат України | 2 | 5 | 3 | 3½ з 10   | 9     |
| 1992 | Сімферополь     | 61-й чемпіонат України | 2 | 5 | 7 | 5½ з 14   | 10—12 |
| 1993 | Донецьк         | 62-й чемпіонат України | 3 | 5 | 5 | 5½ з 13   | 10    |
| 1994 | Алушта          | 63-й чемпіонат України | 4 | 3 | 2 | 5 з 9     | 40—64 |
| 1995 | Дніпропетровськ | 64-й чемпіонат України | 3 | 0 | 6 | 9 з 9     | 10    |
| 1996 | Ялта            | 65-й чемпіонат України | 4 | 4 | 3 | 5½ з 11   | 42—54 |
| 1999 | Алушта          | 68-й чемпіонат України | 3 | 1 | 5 | 5½ з 9    | 11—14 |
| 2000 | Севастополь     | 69-й чемпіонат України | 4 | 2 | 3 | 5½ з 9    | 22—31 |
| 2002 | Алушта          | 71-й чемпіонат України | 5 | 1 | 3 | 6½ з 9    | 5—6   |